# Kilusang Mayo Uno
Il Kilusang Mayo Uno (nome filippino per Movimento del Lavoro Primo Maggio) è un sindacato filippino. Al suo interno coesistono numerose organizzazioni sindacali.

## Storia
Il KMU fu fondato il 1º maggio 1980, durante la dittatura di Ferdinand Marcos, da un gruppo di attivisti democratici e sindacali filippini di estrema sinistra, per rappresentare le organizzazioni dei lavoratori del paese contro l'amministrazione e l'imperialismo USA, in sostegno alla lotta per la democrazia e un maggiore livellamento delle differenze sociali, un incremento economico a favore del popolo basato sullo sviluppo dell'industria, con l'agricoltura come fattore base. Rolando Olalia, fra i suoi fondatori, ne venne eletto presidente.
Il KMU fu perseguitato dal governo di Marcos, di Corazon Aquino e dei presidenti successivi, soprattutto per la sua simpatia verso la guerra popolare condotta dal Partito Comunista delle Filippine. Nel novembre 1986, Olalia fu ritrovato ucciso e la responsabilità dell'assassinio fu attribuita al governo. Crispin Beltran lo sostituì come presidente del Movimento.
Attualmente, il KMU conta 12 organizzazioni affiliate. Il suo presidente nazionale è Elmer Labog, succeduto a Beltran nel 1993.
Il 20 maggio 2008, dopo la morte di Beltran, il KMU ha dichiarato il governo di Gloria Macapagal-Arroyo responsabile della sua morte per non avergli fornito l'assistenza necessaria mentre era in prigione.

## Campagne
Nel 1999, il KMU lanciò una campagna per un aumento generale degli stipendi di 125 pesos. Nel dicembre 2006, il parlamento filippino approvò un decreto che regolasse l'applicazione di questa misura.
Il KMU è stato recentemente impegnato nella campagna "Free Ka Bel" per la liberazione di Crispin Beltran dalla detenzione poliziesca.
Specialmente dopo la morte di diversi attivisti sindacali nel 2001, il KMU ha lanciato una campagna contro le uccisioni extra-giudiziarie accusando il governo di Gloria Macapagal-Arroyo di essere dietro a tali omicidi.
Inoltre, il KMU promuove una campagna per boicottare la Nestlé, accusata di violazioni dei diritti dei lavoratori nella provincia di Laguna, sull'isola filippina di Luzon.
Il KMU ha inoltre denunciato Gloria Macapagal-Arroyo alle Nazioni Unite per violazioni dei diritti umani, della libertà di espressione e di associazione e per le condizioni economiche nelle Filippine.
Ogni anno, il KMU promuove un incontro di solidarietà internazionale fra varie forze politiche e sindacali del mondo, allo scopo di discutere le questioni comune e trovare punti generali per risolverle.

## Struttura
La massima istanza del KMU è il Congresso nazionale, che elegge gli ufficiali nazionali, i quali compongono il Comitato Esecutivo Nazionale.
Il Comitato Esecutivo Nazionale è composto da: presidente nazionale, vicepresidente nazionale, segretario generale, vicesegretario generale, tesoriere, vicepresidente per gli affari federali, vicepresidente per gli affari politici ed esterni, vicepresidente per gli affari internazionali, vicepresidente per gli affari femminili e cinque vicepresidenti per le regioni delle Filippine.

### Presidenti nazionali
- Rolando Olalia (1980–1986)
- Crispin Beltran (1986–1993)
- Elmer Labog (1993–oggi)